# Móczi András
Móczi András (Nagysalló, 1895. szeptember 28. – Budapest, 1984. szeptember 4.) szakszervezeti vezető.

## Élete
Földműves családból származott. Szülei Móczi János és Vámos Erzsébet. Mint a legkisebb gyerekét taníttatta a család. Az elemi iskola elvégzése után a tímár szakmát sajátította el.
21 évesen, 1916-ban Budapestre került, ahol a szakmunkásként a Wolfner Bőrgyárban kezdett el dolgozni. Itt kezdett el tevékenykedni a szakszervezeti mozgalomban. 1919. augusztusában Csehszlovákiába emigrált, mivel a gyár ellenőrző munkástanácsának volt az elnöke.
1921. november 12-én kötött házasságot Fábri Etelkával. 1924-ben Franciaországba került, ahol tímársegéd volt és csak 1947-ben tért vissza Magyarországra.
1936-tól a Francia Kommunista Párt tagja. A második világháború idején részt vett a francia ellenállási mozgalomban, mint a Franciaországi Magyar Függetlenségi Mozgalom szervező bizottságának elnöke.
1947-től az újpesti szakszervezeti vezetőség titkára volt. 1949-1952 között külügyminisztériumi osztályvezető, majd két évig, 1952. január 16-tól 1953. október 22-ig ügyvivő Hollandiában. Hágába Párizsból irányították át, ahol I. o. követségi tanácsosként tevékenykedett.
1949-ben júniusában már Párizsban tevékenykedett, ahol mint helyettest beavatták a rejtjel titokba is, hogy szükség esetén ezt a feladatot is el tudja látni. A párizsi tevékenysége során került egyszer személyes kapcsolatba az éppen lemondott Károlyi Mihállyal a rue St. Jack konzuli hivatalban. Itt Rajk László letartóztatásáról beszéltek.
1950 februárjában Móczi András levélben kérte Károlyi Mihályt, hogy vegye át a Külügyminisztérium által biztosított útleveleket. Erre a személyes találkozóra azonban nem került sor. Az útleveleket Károlyi felesége, Andrássy Katinka vette át.
1953-tól 1958-ig, nyugalomba vonulásáig, a Háziipari Szövetkezet (HISZÖV) elnöke, 1958-1980 között a Bőripari Szakszervezet elnöke, 1980-tól haláláig pedig tiszteletbeli elnöke volt.
Az 1950-es évek elején is a szakma érdekeit képviselte. A Szolidaritás Háziipari Szövetkezet, amit a Római Katolikus Egyházi Szeretetszolgálat hozott létre a szerzetesrendek föloszlatása során rendházaikból elűzött, munka nélkül maradt szerzetesek és szerzetesnők foglalkoztatására. Az itteni rendelés mennyisége és a szövetkezeti tagság számának növekedésével a szövetkezet felettes szerv elnöke, Móczi András közbenjárására új helyiséget kapott a VIII. kerületi Déry utcában, majd a Rumbach Sebestyén utcában.
1957. június 28-án, Kiskunhalason, mint a HISZÖV országos elnöke, ő nyitotta meg ünnepélyes keretek között a felújított halasi Csipkeházat és felavatta Markovits Mária emlékművét.
1984. szeptember 4-én hunyt el Budapesten. Sírja a Farkasréti temetőben a 12/2. parcella 2-9 sírhelyen található.